# Rosor, kyssar och döden (film)
Rosor, kyssar och döden är en svensk kriminalfilm från 2013 i regi av Daniel Di Grado. Filmen bygger på Maria Langs roman med samma namn och är den fjärde av sex Lang-filmatiseringar från 2013. I de ledande rollerna ses Ola Rapace, Tuva Novotny och Linus Wahlgren.

## Handling
På godset Rödbergshyttan bor den vackra Gabriella som Christer är förälskad i. Puck och Einar blir inbjudna till deras förlovningsfest. Väl där hittar Puck Gabriellas farfar mördad i sängen. Hemligheter börjar nystas upp och snart uppdagas att relationerna mellan de som bor på godset är fyllda av intriger. Frågan är hur involverad Gabriella är.

## Rollista
- Ola Rapace – Christer Wijk
- Tuva Novotny – Puck
- Linus Wahlgren – Eje
- Anita Wall – Fanny
- Måns Westfelt – Fredrik
- Lisa Henni – Gabriella
- Anders Ekborg – Jan-Axel
- Andreas Nilsson – Otto
- Happy Jankell – Sofia
- Alida Morberg – Gertrud
- Andreas La Chenardière – Björn
- Karin Bergquist – Helene
- Steve Kratz – Daniel
- Razmus Nyström – unge Otto
- Philip Hughes – unge Daniel
- Filip Berg – Löving

## Om filmen
Rosor, kyssar och döden producerades av Renée Axö för Pampas Produktion AB. Den spelades in efter ett manus av Kerstin Gezelius och Alexander Onofri. Den fotades av Jan Jonaeus och klipptes senare samman av Thomas Täng. Filmen är en direkt till DVD-produktion och släpptes den 9 oktober 2013.

## Mottagande
Moviezine gav filmen betyget 2/5 och kallade den ett "trevligt litet söndagsmysterium".